# Olof Lind (politiker)
Olof Lind, född 29 oktober 1861 i Årsunda församling, Gävleborgs län, död 1 juli 1944 i Falu Kristine församling, Kopparbergs län, var en svensk landsfiskal och riksdagsman (vänstersocialist).
Olof Lind var ledamot av första kammaren från 1919 års urtima riksdag till 1921, invald i Kopparbergs läns valkrets. Han tillhörde Sveriges Socialdemokratiska Vänsterparti som 1921 bytte namn till Sveriges Kommunistiska parti.